# Royal Aircraft Factory S.E.5

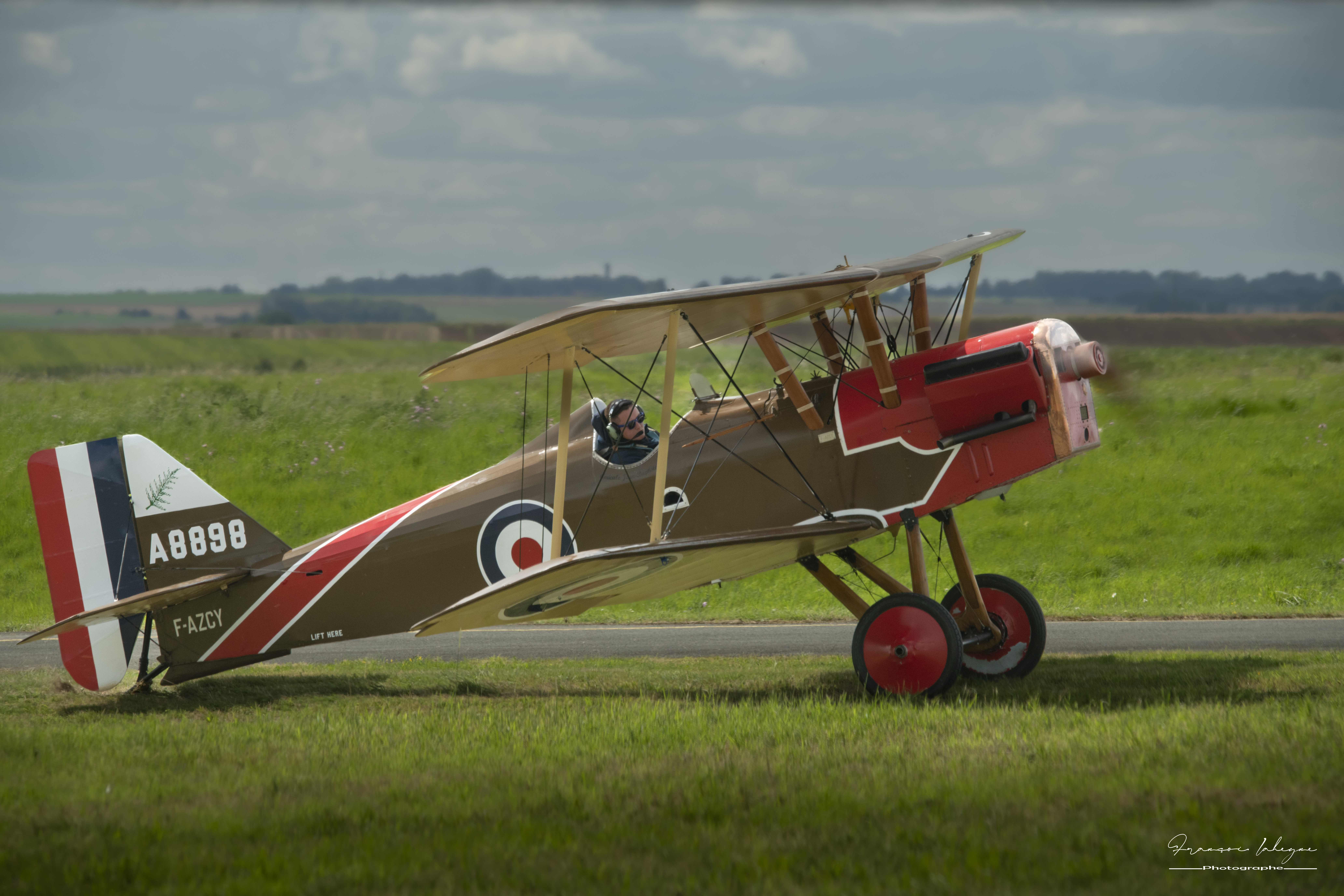
Réplique SE 5 de 1983 construite pour le film l'as des as. Réalisée à partir d'une cellule de Stampe.

Le Royal Aircraft Factory S.E.5 était un avion de chasse biplan britannique de la Première Guerre mondiale.

## Historique
Le S.E.5 (pour Scout Experimental 5) a été développé par Henry P. Folland et J. Kenworthy au sein de la société Royal Aircraft Factory située à Farnborough. Il était équipé du nouveau moteur V8 Hispano-Suiza 8a de 150 ch. (112 kW). Le premier prototype vola le 22 novembre 1916 mais celui-ci fut perdu en s'écrasant, tout comme le deuxième prototype. Un troisième fut donc construit pour permettre la mise au point de l'appareil.
Bien que le S.E.5 n'eut pas la notoriété du Sopwith Camel, cet appareil était malgré tout un des avions les plus importants de la Première Guerre mondiale. Il arriva sur le front en mars 1917, à un moment où les Allemands dominaient le combat aérien.

## Conception

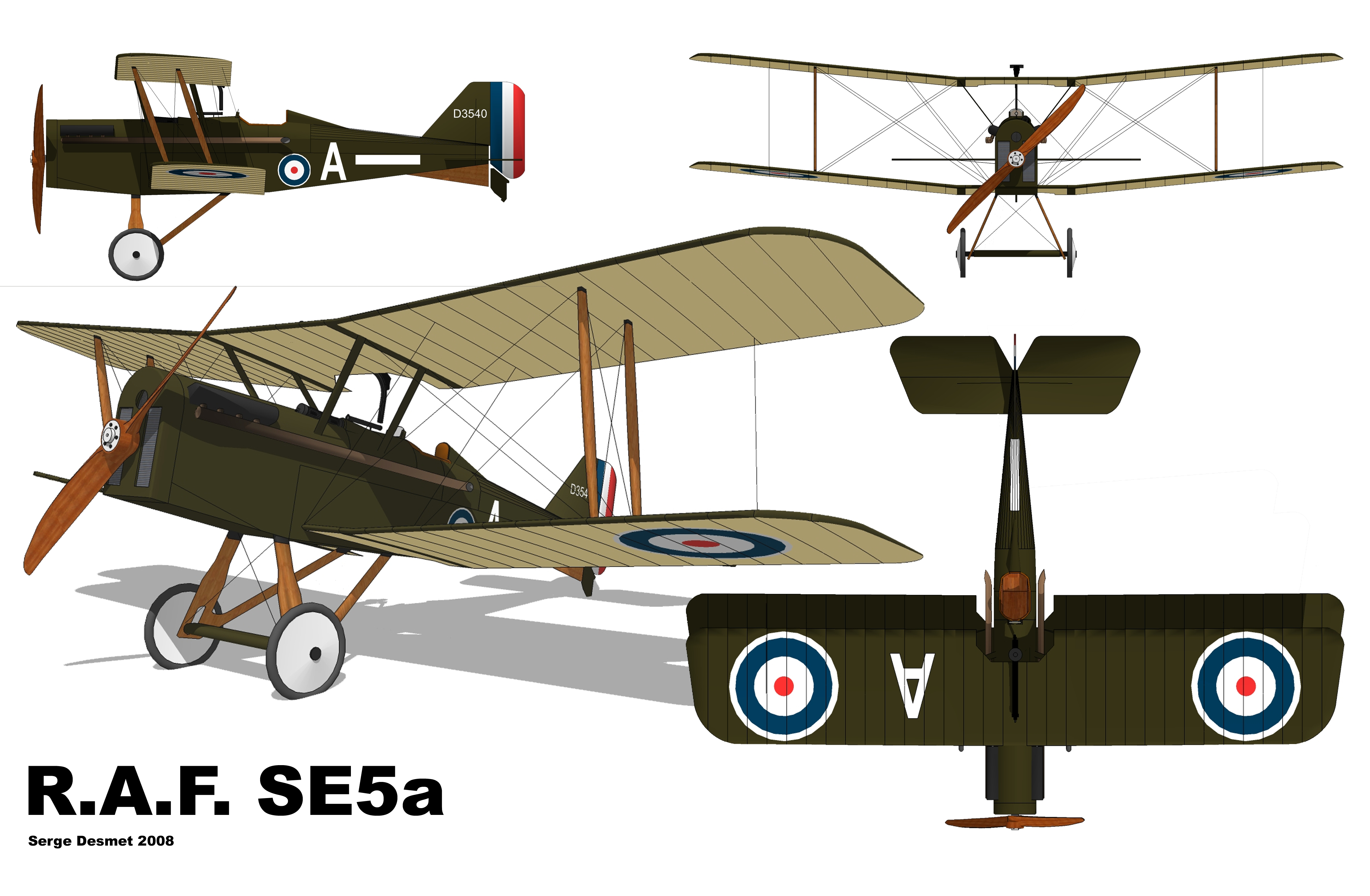
Royal Aircraft Factory S.E.5a (Edward Mannock, 1918).

L'avion était de conception plutôt moderne pour son époque, incorporant des longerons en épicéa, raidisseurs en corde à piano et quelques nervures pleines. Le plan fixe était réglable en vol. Le fuselage était composé de longerons en frêne rigidifiés par des croisillons en corde à piano recouvert de contreplaqué jusqu'au niveau du longeron avant de l'aile. Le reste était entoilé. Le réservoir principal était derrière le moteur secondé par une nourrice située dans le bord d'attaque central de l'aile supérieure.
Seuls 77 exemplaires de la version de base S.E.5 furent fabriqués avant l'apparition de la version S.E.5a et au total environ 5 200 S.E.5 de différentes versions furent construits dans six usines, dont Austin Motors et Vickers. Certains appareils étaient biplaces et servaient d'avions d'entraînement. Il était également prévu de faire fabriquer mille S.E.5 pour les États-Unis par la société Curtiss mais la fin de la guerre mit un terme à ce projet. 
Les problèmes de moteur qu'a connu le S.E.5 à ses débuts furent résolus avec l'introduction d'un moteur Hispano-Suiza de 200 ch (147 kW) ou Wolseley Viper (en) (moteur Hispano-Suiza avec un taux de compression plus élevé). Cette évolution a permis à l'avion de gagner 45 km/h en vitesse. Le S.E.5 était un avion très solide et était de ce fait un chasseur idéal. Il était aussi, avec 222 km/h, un des avions les plus rapides de son époque, au même niveau que le SPAD S.XIII.
Le S.E.5 était dote d'une mitrailleuse synchronisée Vickers cal. 7,7 mm qui était fixée sur le flanc gauche du fuselage. Une autre mitrailleuse Lewis cal. 7,7 mm était fixée au-dessus de l'aile supérieure.

## Engagement
À partir de mars 1917, le S.E.5 entra en service au sein du squadron No. 56 du Royal Flying Corps et le 22 avril 1917 cet appareil effectua sa première patrouille au-dessus de la France. Le S.E.5a entra en service à partir du mois de juin de la même année.
En 1918, 21 escadrilles britanniques et 2 américaines étaient équipées de S.E.5. De nombreux As alliés ont volé sur S.E.5, par exemple Billy Bishop, Raymond Collishaw, Edward Mannock et James McCudden. L'as anglais Albert Ball n'avait initialement pas beaucoup d'estime pour cet appareil, mais il a quand même obtenu 17 de ses 44 victoires aériennes aux commandes d'un S.E.5.

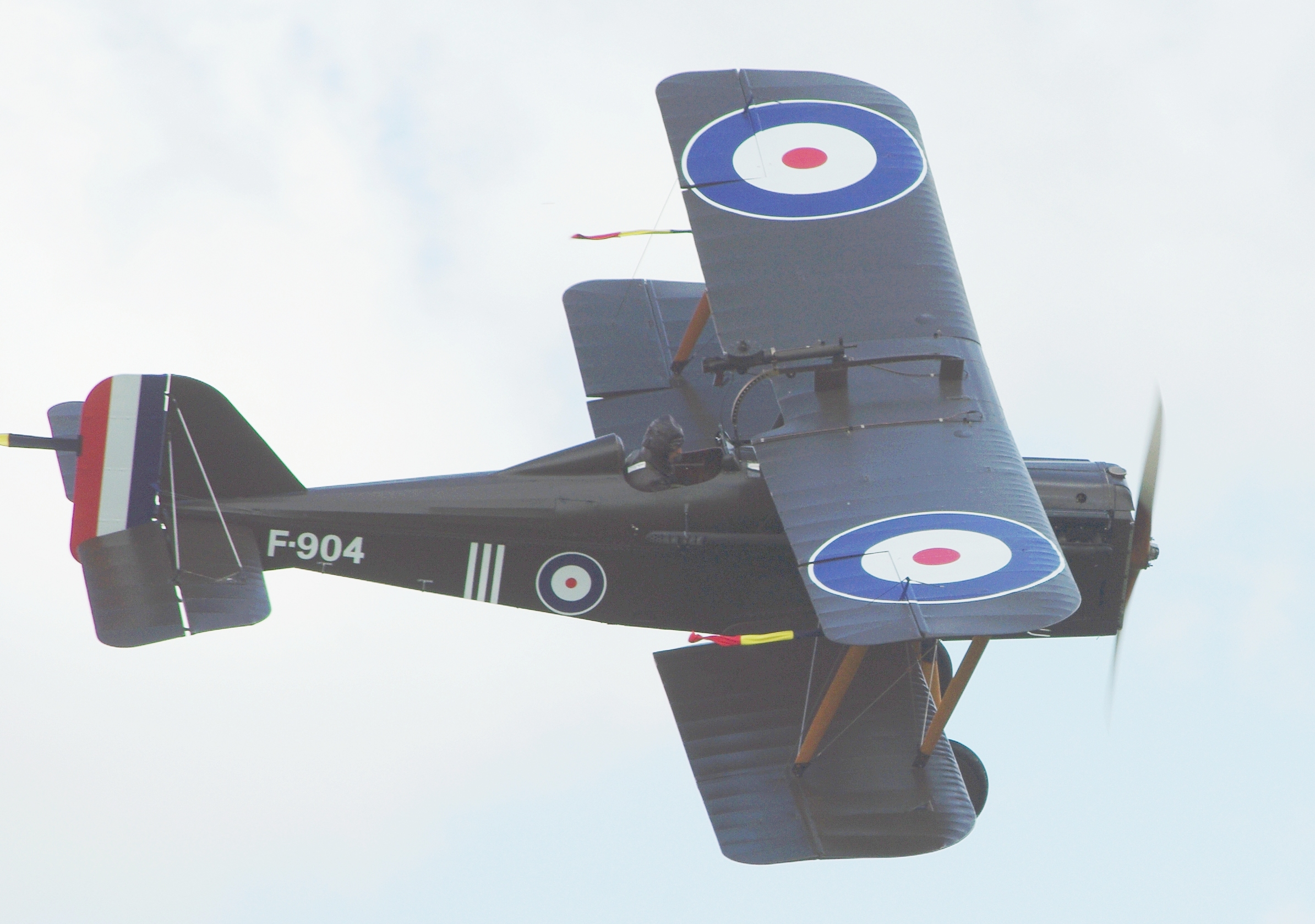
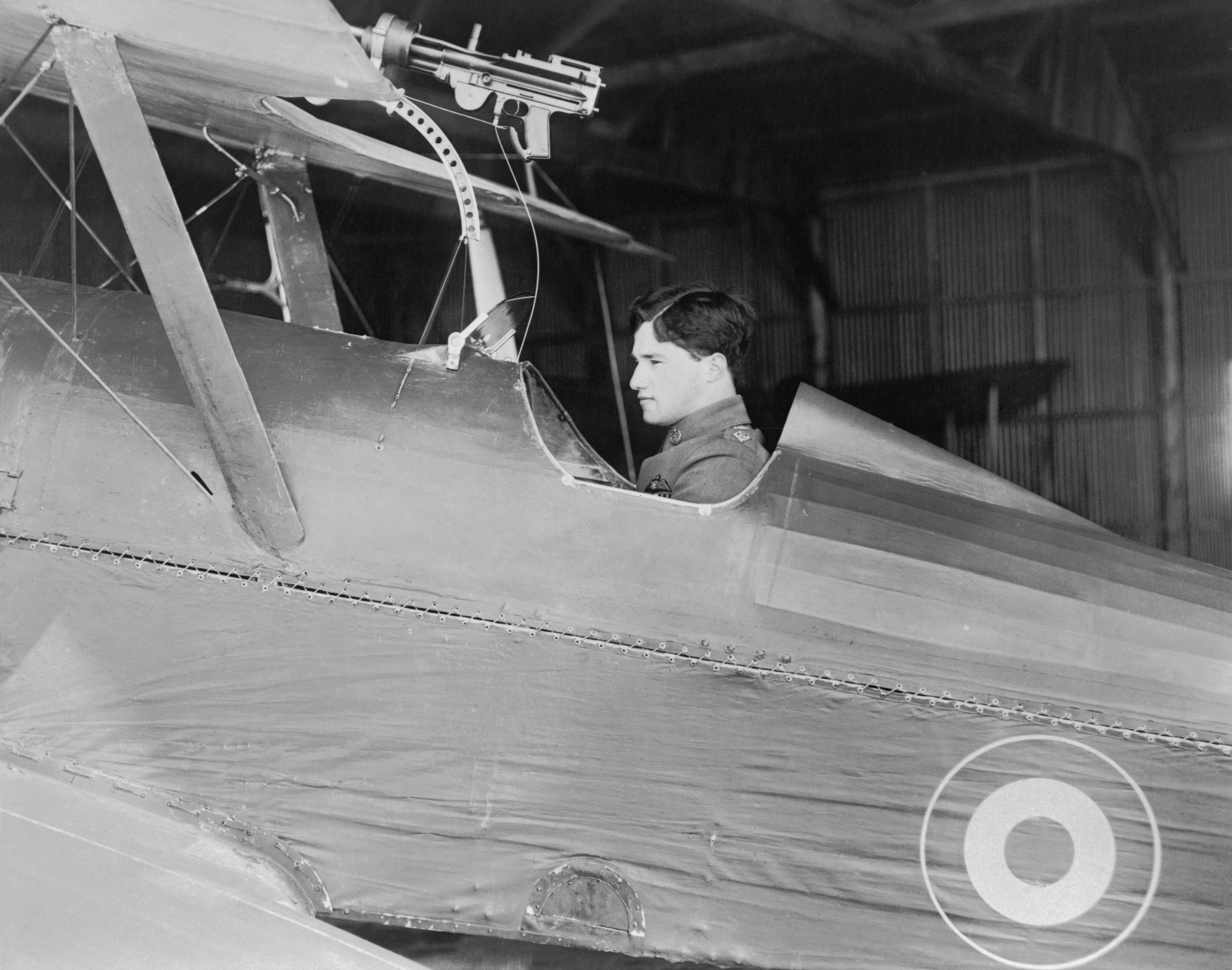
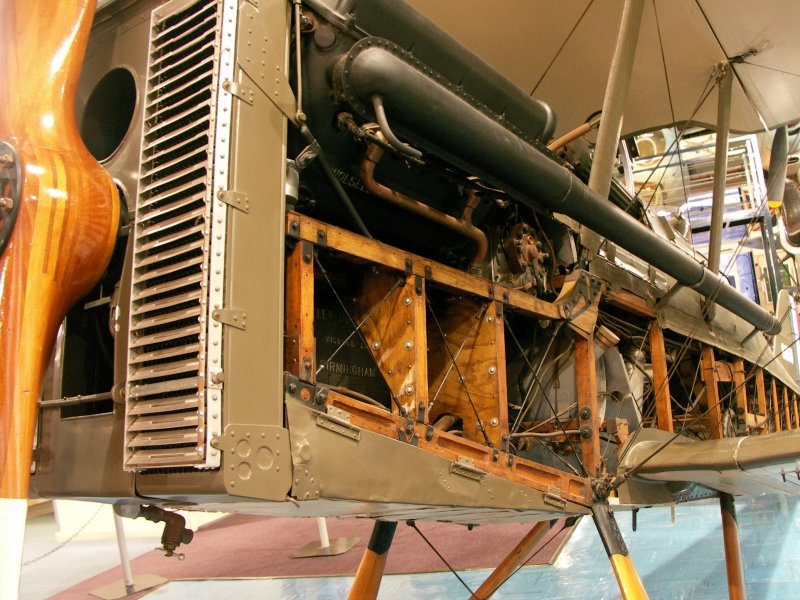
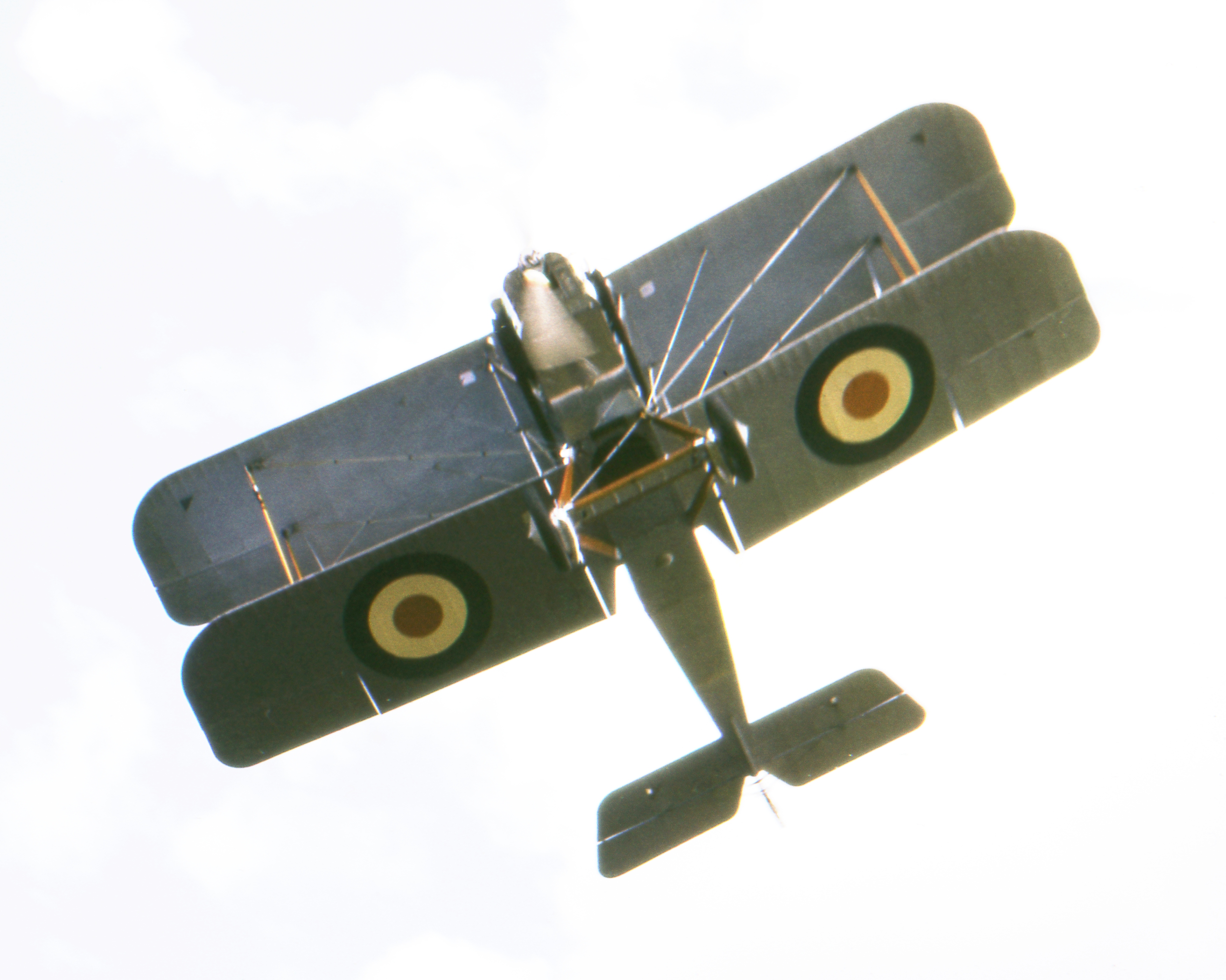

## Utilisateurs
- Afrique du Sud
- Australie
- Canada
- États-Unis
- Pologne
- Royaume-Uni
- Union soviétique